# Algo más (canción de La Quinta Estación)
«Algo más» es el segundo sencillo del segundo álbum de estudio Flores de alquiler de la banda española La Quinta Estación.
La canción fue lanzada el 20 de septiembre de 2004 en Latinoamérica, Estados Unidos, y España.
"Algo más" fue el tema principal de la telenovela mexicana Inocente de ti. La canción resultó ser un éxito cuando llegó al número tres en los Billboard Hot Latin Tracks y el número dos en las listas Airplay Pop Latino. Para su realización, Natalia Jiménez, vocalista principal, se inspiró en su relación amorosa de aquel entonces con el conductor, actor y escritor, Kristoff Raczynski, debido a que se mantenían alejados uno del otro por su duradera gira musical.

## Video
El video fue grabado en un bar de la Ciudad de México, y fue dirigido por Alejandro Hernández, quien posteriormente sería contratado para dirigir el video de la canción "El sol no regresa". 
La escena y el vestuario están ubicados en la década de 1950, misma razón por la que el video se muestra en blanco y negro. La banda se ve actuando en un club nocturno, mientras una pareja disfruta de la canción. Una vez inspirados por los artistas, se levantan de sus asientos para acariciarse el uno al otro.

## Telenovelas
- Inocente de ti (Televisa)
- Bella Traición (Telefe)

- Datos: Q604768